# Gentamicina
La gentamicina è un antibiotico amminoglicosidico, ad ampio spettro, prodotto da Micromonospora purpurea, con elevata attività contro batteri Gram positivi e Gram negativi. L'antibiotico è stato isolato nei laboratori di ricerca della società farmaceutica Schering. In Italia viene venduto da diverse società sia nella forma farmaceutica di fiale contenenti 40 oppure 80 mg di soluzione iniettabile per via intramuscolare o endovenosa, sia come crema per applicazione topica.

## Farmacodinamica
La gentamicina è un potente inibitore della sintesi proteica, capace di legarsi tenacemente alla subunità 30s dei ribosomi, con successiva frammentazione degli stessi e morte cellulare. Questa proprietà condiziona il meccanismo d'azione di tutti gli aminoglicosidi, poiché il loro funzionamento è direttamente connesso alla permeabilità di membrana propria di ogni batterio.
In vitro, a diverse concentrazioni, la gentamicina è in grado di inibire la crescita di Escherichia coli ed altri coliformi, nonché di altri batteri Gram negativi (Pseudomonas aeruginosa, Proteus vulgaris, Proteus morganii, Proteus mirabilis, Klebsiella pneumoniae, Serratia marcescens, Yersinia pestis, Stenotrophomonas maltophilia, Enterobacter sakazakii, Aerobacter aerogenes). Tra i batteri sensibili alla gentamicina sono compresi anche diversi Gram positivi (ceppi di Staphylococcus aureus, compresi quelli produttori di penicillinasi); sensibili in misura minore, alcuni Streptococchi (tra cui i beta-emolitici e alfa-emolitici di gruppo A). 
In genere resistenti a gentamicina ed altri amminoglicosidi sono alcuni germi anaerobi (Bacteroides, e diversi Clostridium) e alcuni Streptococchi (specie quelli del gruppo D).
Benché possieda una notevole attività da sola, la gentamicina spesso si somministra insieme ad antibiotici beta-lattamici per l'eradicazioni di ceppi batterici multiresistenti. 

### Resistenza
Molti batteri anaerobi sono naturalmente resistenti alla gentamicina. Streptococcus ed Enterococcus, in virtù della selezione operata da parete-membrana, sono poco sensibili all'azione della gentamicina. La resistenza nei ceppi di Staphylococcus non è rara e consiste nella selezione di batteri mutanti con alterata permeabilità della membrana cellulare.
La resistenza dovuta ad alterazioni ribosomiali è invece molto rara. Nei batteri gram-negativi, la resistenza è normalmente dovuta alla presenza di enzimi metabolizzanti codificati da plasmidi. Per questo motivo batteri gram-negativi resistenti alla gentamicina risultano essere sensibili alla amikacina. Gli enterococchi sono in grado di metabolizzare gentamicina, amikacina, netilmicina ma non la streptomicina.

## Farmacocinetica
A seguito di somministrazione intramuscolare di gentamicina nel giro di breve tempo (30–90 minuti) si raggiungono livelli sierici battericidi di farmaco e le concentrazioni efficaci permangono per almeno 6–8 ore. L'emivita plasmatica dell'antibiotico è di circa 1–2 ore, in soggetti con funzionalità renale nella norma. L'emivita è strettamente vincolata alla clearance della creatinina e alla creatininemia.
Il legame con le proteine plasmatiche è ridotto. Il farmaco viene eliminato dall'organismo in forma immodificata quasi completamente attraverso l'emuntorio renale per un meccanismo di filtrazione glomerulare. Entro 24 ore si registrano concentrazioni urinarie dell'antibiotico pari al 70% o più della dose somministrata.

## Tossicologia
Studi sperimentali sugli animali (topo), hanno messo in evidenza valori di DL50 pari a oltre 9050 mg/kg peso corporeo (quando somministrata per via orale), 485 mg/kg (somministrata per via sottocutanea) e 75 mg/kg (ricorrendo alla via endovenosa).

## Usi clinici
Gentamicina trova indicazione nel trattamento delle infezioni cutanee (ascessi, flemmoni), otorinolaringoiatriche: otiti medie, sinusiti, faringotonsilliti, tonsilliti, mastoiditi, delle vie respiratorie (bronchiti acute, broncopolmoniti, polmonite franca–lobare, pleuriti, empiemi), del tratto urinario (cistiti, pieliti, pielonefriti, uretriti, prostatiti), del sistema nervoso centrale (meningiti, encefaliti, meningoencefaliti) e di altre gravi infezioni (associate a ustioni severe, osteomieliti, peritoniti, batteriemie, setticemie).

## Dosi terapeutiche
- Via intramuscolare o endovenosa

Nelle infezioni polmonari gravi sostenute da Pseudomonas aeruginosa, Proteus, Enterobacter, Klebsiella, Serratia e Acinetobacter, la gentamicina associata a cefalosporine è spesso un presidio terapeutico salva vita, soprattutto nei pazienti gravemente compromessi.
Il dosaggio usuale, valido per la gran parte dei processi infettivi, è pari a 3 mg/kg/die, generalmente suddivisi in 2-3 somministrazioni.
Nei soggetti con infezioni che costituiscono un pericolo per la vita (oppure in pazienti con grave immunocompromissione), il dosaggio terapeutico può elevarsi fino a 5–6 mg/kg peso corporeo al giorno. 
Occorre evitare la somministrazione della singola gentamicina nelle infezioni da Staphylococcus, per la rapida insorgenza di resistenza. Nei pazienti con insufficienza renale deve essere costantemente controllata la concentrazione sierica di gentamicina, che, in ogni caso, non deve superare 5-10 µg/ml.
- Via topica

Il solfato di gentamicina in creme 0,1-0,3% viene frequentemente utilizzato per la terapia di ustioni infette, lesioni cutanee e ferite. Può essere associato a idrocortisone per diminuire la risposta infiammatoria.
Deve essere ricordato che la gentamicina può essere inattivata da essudato purulento. 
Nelle infezioni oculari, la gentamicina può essere iniettata in dose di 10 mg.
- Somministrazione intratecale

Gentamicina può essere utilizzata per via intratecale per il trattamento di meningiti sostenute da batteri gram negativi, tuttavia: la possibilità di ricorrere a cefalosporine di terza generazione e altri antibiotici ha reso l'impiego di questa tecnica assai meno diffuso che in passato. Il trattamento intratecale negli adulti prevede la somministrazione, una sola volta al giorno, di 4–10 mg di antibiotico, mentre nei bambini la dose si riduce a 1–2 mg, sempre una volta al giorno.

## Effetti collaterali e indesiderati
Nel 1-5% dei pazienti che assumono gentamicina per più di 5 giorni possono manifestarsi segni di ototossicità (ronzii, diminuzione della sensibilità uditiva), soprattutto vestibolare. In questi stessi pazienti segni di nefrotossicità (in particolare proteinuria ed insufficienza renale), si manifestano nel 5-25% dei casi, ma sono generalmente lievi e reversibili con la sospensione del trattamento.
Frequenti anche i disturbi neurologici e psichiatrici: vertigini, convulsioni, cefalea, tinnito, parestesie, fascicolazioni, disturbi sovrapponibili a quelli della miastenia gravis, confusione mentale, allucinazioni.
Come per molti altri antibiotici sono segnalati disturbi gastrointestinali (dispepsia, perdita di appetito, scialorrea, nausea, vomito, dolore addominale, diarrea). 
Le reazioni di ipersensibilità (prurito, orticaria, rash cutaneo, eczema) sono rare.

## Gravidanza e allattamento
La gentamicina, come altri antibiotici aminoglicosidici, può oltrepassare la barriera placentare e causare danni al feto. In letteratura medica è riportato come l'utilizzo di antibiotici appartenenti alla classe degli aminoglicosidi in donne in stato di gravidanza possa comportare la comparsa di sordità irreversibile e bilaterale nel neonato. Pertanto l'utilizzo di gentamicina in questo periodo deve essere, di norma, evitato.
La Food and Drug Administration (FDA) ha inserito la gentamicina in classe D per l'uso in gravidanza (utilizzo per via parenterale). In questa classe sono inseriti i farmaci in cui studi, adeguati e ben controllati o di tipo osservazionale, su donne in gravidanza hanno dimostrato un rischio per il feto.
Piccole quantità di gentamicina vengono escrete nel latte materno. Vista la concreta possibilità che si possano verificare effetti avversi da aminoglicosidi nel lattante, generalmente si prende in considerazione la possibilità di interrompere l'allattamento oppure di sospendere la terapia, a seconda della situazione clinica della madre e di eventuali alternative terapeutiche.

## Interazioni
- Metotrexato: la contemporanea somministrazione di gentamicina e metotrexato può comportare un ridotto assorbimento intestinale di quest'ultimo a seguito dell'instaurarsi di fenomeni di malassorbimento.
- Carbenicillina e ticarcillina: in caso di co-somministrazione di gentamicina e carbenicillina o ticarcillina, è necessario controllare i livelli plasmatici dell'aminoglicoside perché le penicilline tendono a legarlo e inattivarlo. Prima di effettuare la misurazione della concentrazione plasmatica di gentamicina, è opportuno congelare il campione di sangue perché il fenomeno di inattivazione si verifica a temperatura ambiente.
- Farmaci con potenziale di nefro/neurotossicità (streptomicina, amikacina, tobramicina, kanamicina, neomicina, paromomicina, cefalosporine, amfotericina, vancomicina, cisplatino, colistina, enflurano, polimixina B): la terapia di associazione di queste sostanze con gentamicina può aumentare notevolmente il rischio di nefrotossicità e/o di neurotossicità. Ne consegue che questo tipo di associazione farmacologica dovrebbe essere evitato.
- Digossina: la co-somministrazione di gentamicina e digossina può aumentare i livelli plasmatici di quest'ultima, e pertanto incrementare il rischio di tossicità digitalica. Questo tipo di interazione farmacologica può verificarsi anche se i farmaci sono assunti a distanza di tempo.[4][5][6]
- Farmaci antinfiammatori non steroidei (Indometacina, ketorolac ed altri): la somministrazione concomitante di gentamicina e FANS, tra cui indometacina, richiede una diminuzione del dosaggio dell'antibiotico ed un monitoraggio periodico dei suoi livelli plasmatici che possono risultare abnormemente elevati, incrementando il rischio di reazioni avverse.
- Diuretici dell'ansa (furosemide, acido etacrinico): La terapia di associazione con gentamicina può aumentare il rischio di otossicità. Inoltre se i diuretici sono somministrati per via endovenosa possono alterare le concentrazioni dell'aminoglicosidico nel plasma e nei tessuti con ulteriore rischio di tossicità.[7]